# Märtyrer von Roermond
Die Märtyrer von Roermond waren dreizehn Kleriker aus Roermond, die 1572 von den Truppen von Willem von Oranien ermordet wurden.

## Ablauf
Am 23. Juli 1572, kurz nach Beginn des Achtzigjährigen Kriegs, eroberten Truppen Wilhelms von Oranien die Stadt Roermond. Er gab die Stadt zur Plünderung frei. Die Soldaten plünderten dabei gezielt die Kartause, da sie im Kloster auf Beute hofften. Bei der Plünderung des Klosters wurden 12 Mönche und der Sekretär des Bischofs von Roermond getötet. Das war die Hälfte der im Kloster lebenden Geistlichen.

## Nachwirkungen
Der Kartäuser Arnoldus Havensius verfasste einen Bericht über das Massaker, der in ganz Europa verbreitet wurde. Durch diesen Bericht waren die Märtyrer von Roermond kurzzeitig bekannter als die ebenfalls 1572 getöteten Märtyrer von Gorkum. Besonders in den Kartäuserklöstern wird die Erinnerung an das Geschehen wach gehalten. Die Gebeine der Opfer wurden als Reliquien in der Carolus-Kapelle in Roermond aufbewahrt.
Es wurde Wilhelm von Oranien nachgetragen, dass er den Mord an den Märtyrern von Roermond nicht verurteilte und seinen Soldaten bei der Plünderung der Stadt freie Hand ließ.

## Die Märtyrer
- Stefanus van Roermond
- Albertus van Winsen
- Johannes van Sittard
- Erasmus van Maastricht
- Matthias van Keulen
- Henricus Wellen
- Johannes van Luik
- Johannes Leeuwis
- Johannes Gressenich
- Severus van Koblenz
- Paulus van Waelwijck
- Wilhelmus Wellen
- Vincentius van Herck

## Verehrung
Die Märtyrer von Roermond werden in Roermond verehrt, wurden aber durch die Kirche weder selig- noch heiliggesprochen.

## Rezeption
Zu den Ereignissen in Roermond wurden zahlreiche Kunstwerke geschaffen. Der italienische Maler Vicente Carducho fertigte 1632 drei Gemälde über die Märtyrer von Roermond an:

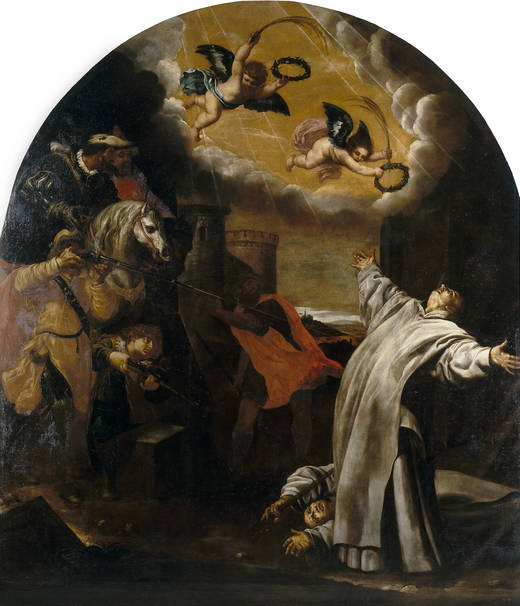
Carducho (El martirio de Roermond de Vinzenz Herck y Jan van Loewen.)
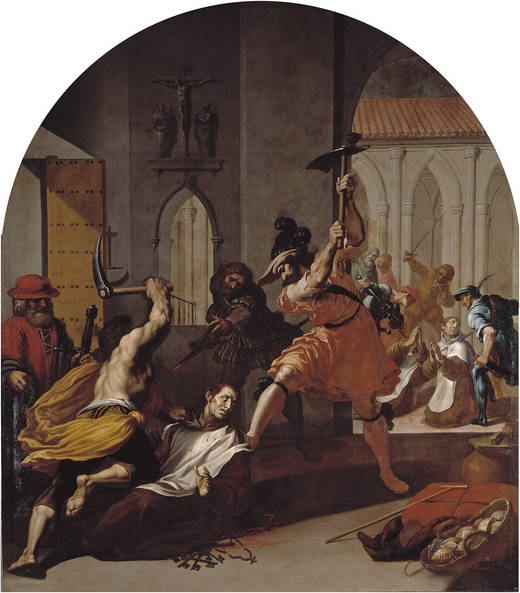
Carducho (El martirio de los cartujos de Roermond)
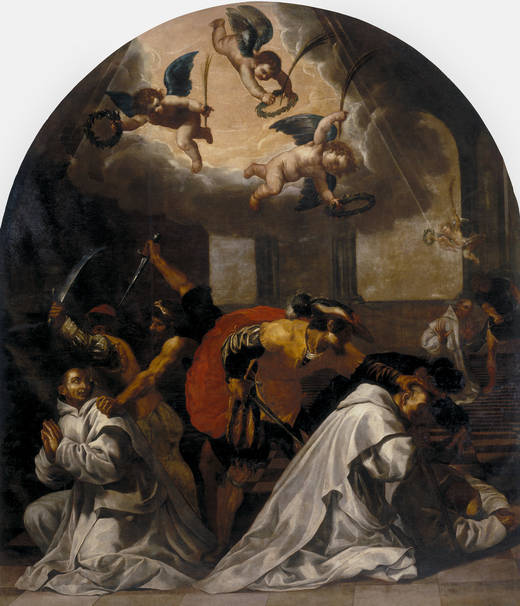
Carducho (El martirio de los cartujos de Roermond)